# I crociati a Tolemaide
I crociati a Tolemaide è un'opera in due atti di Giovanni Pacini, su libretto di Callisto Bassi. La prima rappresentazione ebbe luogo al Teatro Grande di Trieste il 13 novembre 1828.

## Cast della prima rappresentazione
| Personaggio        | Interprete           |
| ------------------ | -------------------- |
| Guido di Lusignano | Francesco Piermarini |
| Matilde            | Violante Camporesi   |
| Malek-Adel         | Rosa Mariani         |
| Argene             | Adelaide Annoni      |
| Guglielmo          | Luciano Mariani      |
| Kaled              | Giuseppe Brunelli    |
| Ugone              | N.N.                 |

## Trama
La scena è in Tolemaide, e in sue vicinanze
La vicenda narra la rivalità amorosa fra Guido di Lusignano, re di Gerusalemme, ed il principe saraceno Malek-Adel, per la sorella di Riccardo Cuor di Leone, Matilde, sullo sfondo dell'azione saracena contro Tolemaide alla fine del XII secolo.

### Atto I
Nell'accampamento crociati, i soldati stanno trascorrendo qualche momento di pace. Giungono poco dopo Lusignano, re di Gerusalemme, ed il saggio Guglielmo, accolti festosamente dalle truppe. Il primo è avvolto dal desiderio di prendere come sposa Matilde, sorella del re Riccardo d'Inghilterra, come promesso dal re stesso; Guglielmo tenta, invano, di dissuaderlo da questo proposito, vedendo la ritrosia della ragazza. Essi ricevono dunque la notizia che un messo saraceno intende interloquire con loro; il sovrano lo fa dunque venire. Questo messo non è altri che Malek in incognito, principe saraceno, accompagnato dal fido Kaled. Esso si è scambiato giuramenti di amore con Matilde, ma teme per la fedeltà della sua amata. Intanto, dentro le mura di Tolemaide, langue Matilde, che svela alla confidente Argene il suo amore per Malek, e di come, in un deserto, fuggiti assieme, si sono scambiati promesse amorose. Ritorna Lusignano, che le ricorda delle loro imminenti nozze; la ragazza, disperata, annuncia che morirà se accadrà una tale cosa, e si ritira. Lusignano è fortemente indispettito, ma è costretto subito a distogliersi da questi pensieri per l'arrivo di Malek. Costui, sempre in incognito e creduto un messo, propone una pace ed una restituzione dei territori ai crociati, a patto che venga consegnata ai saraceni Matilde. Lusignano è ovviamente sdegnato da questa proposta, e scaccia via Malek, che allora giura che avrebbe ripreso la ragazza con la forza delle armi. Poco dopo incontra Guglielmo; costui riconosce Malek, e gli rammenta di una promessa fatta in passato: qualora avesse deciso di prendere Matilde come sposa, avrebbe abbracciato la sua fede. Ora il principe saraceno ripensa a questo patto, temendo di venir ricoperto di infamia nel caso abbandonasse il culto della patria, ed incomincia ad accarezzare l'idea di rapire Matilde; ma Guglielmo annuncia, minaccioso, che lui stesso gli sarà nemico, se proverà ad appropriarsi di Matilde in modo illecito. Nella sala del gran consiglio, intanto, i crociati provano a far cambiare idea a Lusignano sulle proposte di pace del messo saraceno; tuttavia, sono nuovamente incitati alla guerra da Guglielmo, che sottolinea l'infedeltà di Malek-Adel e dunque la sua empietà. Il re di Gerusalemme dunque predispone per le nozze, ed ordina che lo stesso messo del principe nemico assista agli sposalizi. Quando è introdotto quest'ultimo, e comprende che nulla è più dato a sperare, si palesa con la sua vera identità. Tutti ne sono sconcertati, e nella confusione Malek prova a rapire Matilde; ma è prevenuto dia crociati. Lusignano ed il saraceno si scambiano promesse di morte, spalleggiati dai crociati, mentre Matilde prega con Argene perché torni la pace.

### Atto II
Matilde si trova nel convento sul monte Carmelo, desiderosa di prendere i voti, essendo il suo matrimonio con Malek impossibile. Tuttavia, proprio quest'ultimo viene introdotto da Argene. Il principe saraceno convince la ragazza a distogliersi da pensieri di fede, ed a seguire la strada dell'amore; Matilde dunque si decide a scappare con l'amato, anche perché quest'ultimo la informa che Lusignano intende assalire di notte il convento per rapirla e prenderla con la forza. In realtà tale notizia è falsa, fatta spargere con arte da Ugone, confidente di Lusignano, per ordine del re stesso; egli intendeva solo tendere una trappola al principe saraceno. Colto dall'amore per Matilde, Lusignano si prepara a vendicarsi su Malek. Quella notte, Malek fugge per i boschi con Matilde, ed i due si imbattono nel vecchio Guglielmo, che inorridisce nel vedere i due insieme, ma poi viene convinto nell'unirli in matrimonio all'istante, muovendosi a pietà. Nel frattempo, Lusignano attende nuove sull'esito dell'impresa notturna dei suoi, ovvero di catturare i due amanti. Giunge Ugone, che lo informa che Malek e Matilde sono stati messi in catene; su richiesta del re, viene condotta Matilde prigioniera. Il re propone alla ragazza di unirsi a lui, in cambio della salvezza di Malek. Matilde rifiuta, e Lusignano, al colmo del furore, afferma che moriranno tutti e due. Proprio in quel momento, giungono i crociati, che annunciano al re che i saraceni, non trovando più il loro duce, hanno assalito Tolemaide. Lusignano, disperato, decide di opporsi fieramente all'assalto, maledicendo prima di partire Matilde, mentre quest'ultima, fieramente, ribadisce la sua costanza. Malek giace intanto in uno squallido carcere, ricordando con nostalgia la sua amata. Giunge però all'improvviso Guglielmo, che implora il principe di fuggire; Malek tuttavia dichiara di non essere un vile, e, una volta raggiunto dai suoi fidi, guidati da Kaled, ordina al vecchio di condurgli Matilde, mentre si prepara all'assalto finale contro Lusignano. Quest'ultimo, privo di speranze di vittoria, con Tolemaide ormai in fiamme, decide di uccidere la ragazza; ma interviene Malek, che lo uccide a sua volta trafiggendolo alle spalle. Dopodiché, prova a fuggire Matilde; ma l'incendio fa crollare una loggia della reggia di Lusignano, ed i due amanti rimangono sepolti sotto le rovine, mentre Guglielmo osserva impotente.

## Struttura musicale
- Sinfonia

### Atto I
- N. 1 - Introduzione A te... Vediam. Non teme (Coro, Lusignano, Guglielmo)
- N. 2 - Cavatina di Malek Occulto a lei che adoro (Malek, Kaled)
- N. 3 - Cavatina di Matilde In un deserto (ahi! misera) (Matilde, Coro, Argene)
- N. 4 - Duetto fra Lusignano e Malek Per lei, che ardito chiedi
- N. 5 - Finale I Chi te devota adora (Coro, Lusignano, Guglielmo, Malek, Matilde, Argene, Ugone)

### Atto II
- N. 6 - Coro e Duetto fra Matilde e Malek Qual pura fiamma i cantici - E questo l'accento
- N. 7 - Coro ed Aria di Lusignano Ei non si vede ancor! - Questo acciar, che i forti atterra (Lusignano, Coro)
- N. 8 - Terzetto fra Matilde, Malek e Guglielmo Or che fra gl'esseri
- N. 9 - Duetto fra Matilde e Lusignano Ah! s'è ver, che un dì m'amasti (Matilde, Lusignano, Coro)
- N. 10 - Aria di Malek Dolce speme del cor mio (Malek, Coro)
- N. 11 - Finaletto Oh vendetta! oh giorno! oh sorte! (Coro, Malek, Matilde, Guglielmo)